# Sally Högström
Sally Högström, född 10 augusti 1863 i Stockholm, död där 7 juni 1939, var en svensk lärare och pionjär inom gymnastikundervisningen för kvinnor och en central figur inom svenska gymnastikkretsar. Hon var också den som introducerade linggymnastiken i Danmark. 
Högström var fosterbarn till rektor Lars August Wadner. Hon genomgick Gymnastik- och idrottshögskolan (GCI) 1881–1883 med examen 1883 och blev assistent i sjukgymnastik där 1883–1886. Hon var gymnastikinstruktör vid folkhögskolorna Vallekilde och Askov i Danmark somrarna 1884–1886. År 1889–1895 var hon gymnastiklärare vid Preparandskolan i Stockholm innan hon återgick till GCI där hon blev instruktör i frisk- och sjukgymnastik 1895–1923 och arbetade samtidigt vid Statens normalskola och Högre lärarinneseminariet. Sally Högström är begravd på Norra begravningsplatsen utanför Stockholm.